# Robert Kopač
Robert Kopač ist ein ehemaliger jugoslawischer Skispringer.
Kopač sprang in der Weltcup-Saison 1987/88 insgesamt sechs Weltcup-Springen. Dabei erzielte er in seinen ersten beiden Wettbewerben im japanischen Sapporo mit Platz 14 auf der Normalschanze und Platz 8 auf der Großschanze seine einzigen beiden Platzierungen innerhalb der Punkteränge. Insgesamt erreichte er so zehn Weltcup-Punkte, mit denen er am Ende der Saison den 52. Platz in der Weltcup-Gesamtwertung belegt. Die anschließende Vierschanzentournee 1987/88 verlief erfolglos, woraufhin Kopač nach der Tournee seine aktive Skisprungkarriere beendete.